# 刘英 (1905年10月)
刘英（1905年10月—2002年8月26日），原名郑杰，女，湖南长沙人，中国共产党及中华人民共和国官员，曾任中共七大、八大、十四大、十五大代表，第二届全国人大代表，第五届全国政协常委。张闻天夫人。

## 生平

### 民国时期
1905年10月生于湖南长沙。1924年进入长沙女子师范学校学习，1925年在校期间加入中国共产党，任该校党支部书记。1927年她任中共湖南省委候补委员兼妇女部部长，与滕代远在长沙近郊组织“灰日暴动”，但因泄密而失败，王一飞身亡。在白色恐怖中她到上海向中共中央汇报，行前一周与将赴醴陵县任中共醴陵县委书记的林蔚结婚。1928年3月刘英回长沙再赴上海时，得知林蔚已在醴陵牺牲。刘英在上海的中共湖南临时省委“住机关”一年多。1929年春，被中共中央派到苏联莫斯科共产主义劳动大学学习。1930年该大学停办，她于1930年底转入国际无线电学校学习。1932年底由共产国际派回中国，在江西瑞金中央苏区任少共中央组织部秘书，中央苏区少共福建省委书记、福建省委常委，少共中央局宣传部部长，后来改任组织部部长。1934年10月，参加中国工农红军二万五千里长征。1935年4月，经毛泽东提议，由李富春经办，将刘英调到中央纵队接替邓小平担任秘书长。当时毛泽东及其他中央领导有意撮合刘英与张闻天。1935年11月，刘英任陕北少共中央局宣传部长、组织部部长。中共中央机关于1935年11月进驻瓦窑堡后，刘英与张闻天结婚。
1937年抗日战争全面爆发后，刘英调中共中央机关工作，历任延安中央秘书处处长兼张闻天机要、政治秘书，高级干部学习组分组长、中共中央办公厅行政处学委会副主任。1945年10月，随张闻天到中国东北开拓中共根据地，任中共宁安县委副书记。1946年5月，任中共合江省委常委、组织部部长。1948年5月，任中共哈尔滨市委常委、组织部长、妇女委员会书记。1949年5月，任中共辽东省委常委、组织部部长。

### 共和国时期
中华人民共和国成立后，1950年2月，刘英随张闻天离开中国东北抵达首都北京，参加中国常驻联合国代表团的筹备，任经济社会理事会副代表。1951年4月到1954年11月，在中国驻苏联大使馆任使馆参赞、特委副书记、党总支书记。1954年12月到1959年，历任中华人民共和国外交部部长助理，机关党委委员、常委，监委书记，人事司司长等职。1956年8月，任中央国家机关党委委员、常委。
1959年在“反右倾”运动中，刘英受丈夫张闻天牵连而被撤销党内外职务。“文化大革命”期间，刘英和丈夫张闻天遭到迫害。1978年后，刘英先后当选为第五届全国政协委员、常委，第十一届、十二届中央纪委委员。
2002年8月26日，刘英在北京病逝，享年97岁。

## 著作
- 刘英自述，载《女英自述》1988年11月江西人民出版社。回忆和张闻天的感情以及从瑞金到瓦窑堡的长征历程。
- 刘英. . 中共党史出版社. 1992年.
- 刘英. . 中共党史出版社. 1997年.
- 刘英. . 人民出版社. 2005年.

## 家庭
- 第一任丈夫：林蔚，中共湖南省委代理书记、秘书长、组织部部长，中共醴陵县委书记。1928年牺牲[5]。
- 第二任丈夫：张闻天[5]，二人有一子张虹生。